# Sulfonio

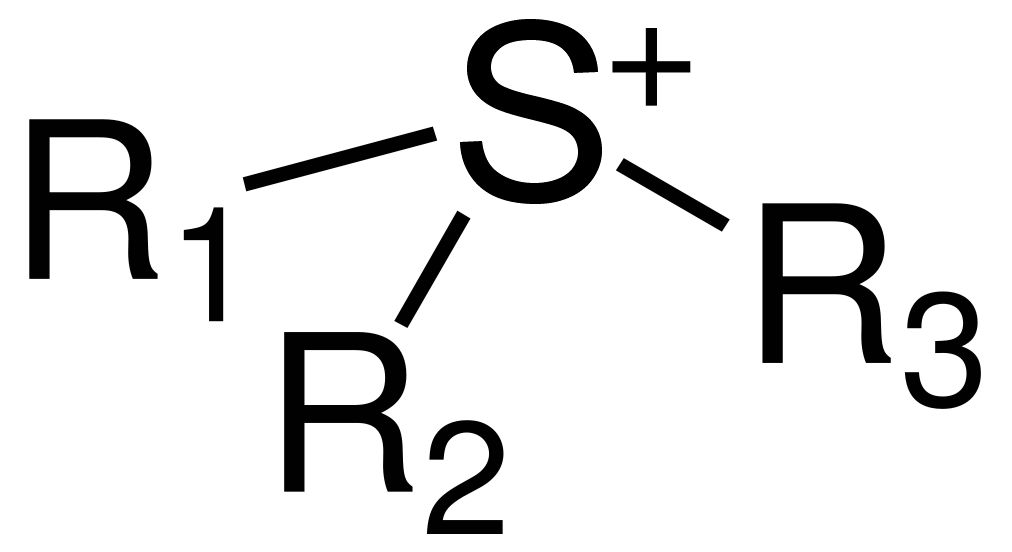
Un ion sulfonio

Un ion sulfonio es un ion cargado positivamente (un "catión") que presenta un azufre unido a tres sustituyentes orgánicos. Los cationes sulfonio tienen la fórmula general [SR
3]+
. Y junto con un contraion negativamente cargado, o anión, forman unos compuestos conocidos como sales de sulfonio.

## Síntesis
Los compuestos de sulfonio, suelen ser sintetizados a partir de la reacción de un tioéter con un haluro de alquilo. Por ejemplo, la reacción del dimetil sulfuro con iodometano, produce ioduro de trimetilsulfonio:
CH
3–S–CH
3 + CH
3–I → (CH
3)
3S+
 + I−

Antes de esta reacción química, el átomo de azufre posee dos pares solitarios de electrones. Uno de estos pares solitarios se une al grupo metilo. Al mismo tiempo, y como parte de un mecanismo de sustitución nucleofílica concertado (SN2), el grupo saliente ioduro se desprende. Esto deja al grupo trimetilsulfonio cargado positivamente, el cual queda balanceado por la carga del ioduro. La velocidad de reacción aumenta con la utilización de agentes metilantes fuertes, tales como por ejemplo, el metil trifluorometanosulfonato.

## Estructura
El compuesto tiene una estructura piramidal con el azufre ubicado en el ápice. De hecho, el Me3S+ es similar desde el punto de vista estructural al compuesto isoelectrónico trimetilfosfina, con los tres pares de electrones enlazantes y el par solitario del azufre ubicados en los vértices de un tetraedro más o menos regular. Los compuestos de sulfonio con tres sustituyentes distintos son quirales, y ópticamente estables.

## Aplicaciones y ocurrencia

### Bioquímica
Las especies sulfonio de S-adenosilmetionina (más concretamente los metilonios) aparecen ampliamente distribuidos en la naturaleza, donde son utilizados como fuente para el radical adenosilo. Este readical participa en la biosíntesis de varios compuestos.
Otra especie de sulfonio (metioninio), que es posible encontrar en la naturaleza es la S-metilmetionina.

### Síntesis orgánica
Los centros sulfonio estabilizan la formación de iluros, los cuales resultan útiles para entablar reacciones de formación de enlaces de tipo C-C.

### Industria
A algunos colorantes azo se los modifica con grupos sulfonio para otorgarles carga positiva. El compuesto trifenilsulfonio tiflato es un fotoácido, un compuesto que bajo el efecto de la luz se convierte en un ácido.